# Bholar Dabri
Bholar Dabri é uma vila no distrito de Jalpaiguri, no estado indiano de Bengala Ocidental.

## Demografia
Segundo o censo de 2001, Bholar Dabri tinha uma população de 10 010 habitantes. Os indivíduos do sexo masculino constituem 52% da população e os do sexo feminino 48%. Bholar Dabri tem uma taxa de literacia de 79%, superior à média nacional de 59,5%; a literacia no sexo masculino é de 84% e no sexo feminino é de 73%. 10% da população está abaixo dos 6 anos de idade.